# Powiat Osterholz
Powiat Osterholz (niem. Landkreis Osterholz) – powiat w niemieckim kraju związkowym Dolna Saksonia. Siedzibą powiatu jest miasto Osterholz-Scharmbeck.

## Podział administracyjny
Powiat Osterholz składa się z:
- 1 miasta
- 5 samodzielnych gmin (niem. Einheitsgemeinde)
- 1 gminy zbiorowej (Samtgemeinde)

Miasta:
| Lp. | Nazwa miasta         | Ludność (31.12.2008) | Powierzchnia km² |
| --- | -------------------- | -------------------- | ---------------- |
| 1   | Osterholz-Scharmbeck | 30.538               | 146,90           |

Gminy samodzielne:
| Lp. | Nazwa gminy | Ludność (31.12.2008) | Powierzchnia km² |
| --- | ----------- | -------------------- | ---------------- |
| 1   | Grasberg    | 7.658                | 55,54            |
| 2   | Lilienthal  | 18.239               | 72,08            |
| 3   | Ritterhude  | 14.637               | 32,86            |
| 4   | Schwanewede | 20.061               | 132,17           |
| 5   | Worpswede   | 9.496                | 76,13            |

Gminy zbiorowe:
| Lp. | Nazwa gminy | Ludność (31.12.2008) | Powierzchnia km² | Liczba gmin |
| --- | ----------- | -------------------- | ---------------- | ----------- |
| 1   | Hambergen   | 11.857               | 135,00           | 5           |